# Grafschaft Eberstein

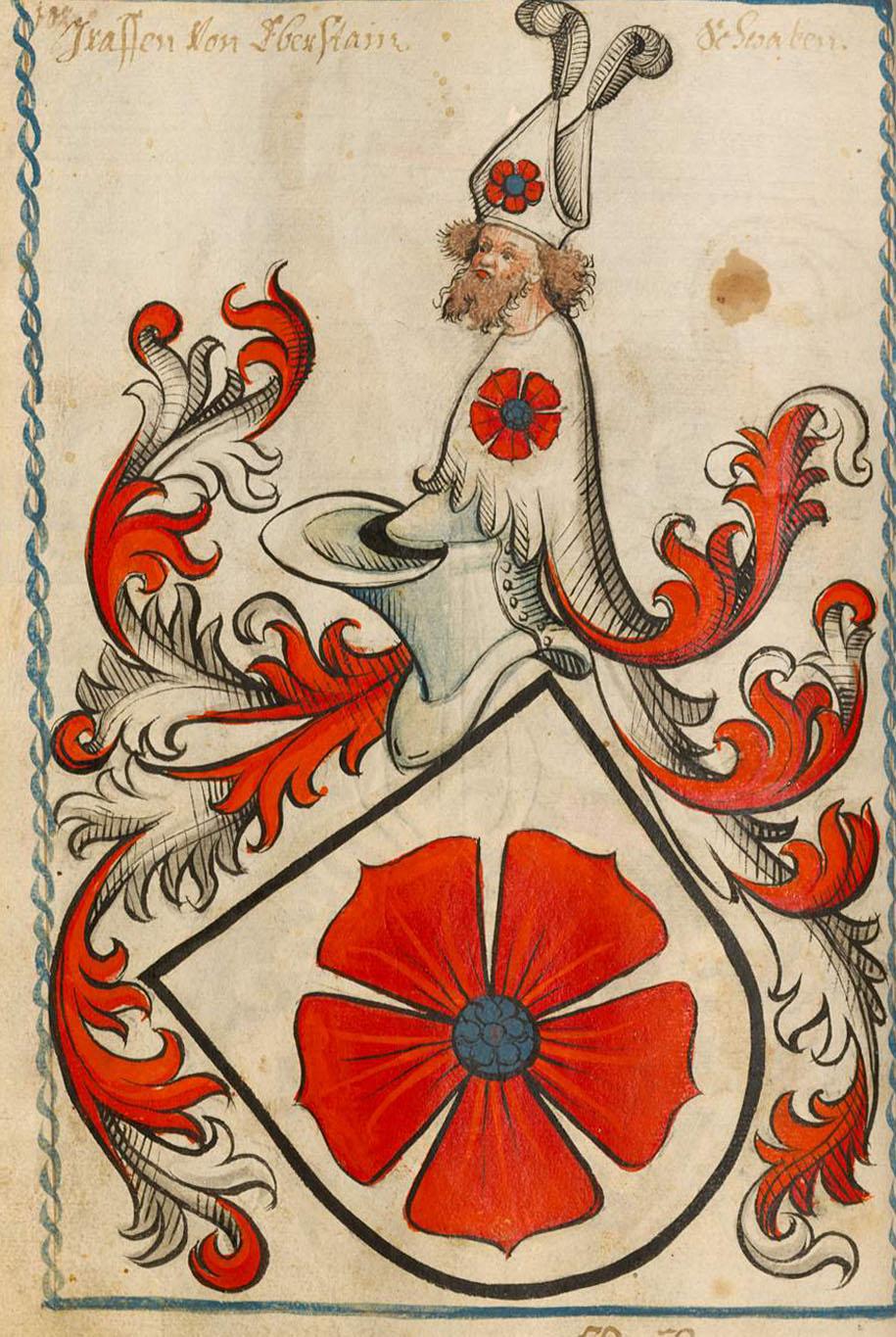
Wappen der Grafen von Eberstein

Die Grafschaft Eberstein war ein Reichsterritorium das von zirka 1085 bis 1660 existierte. Zu Beginn waren die Landesherren nur Freiherren, ab 1195 wurde dann der Grafentitel geführt.
Namensgebende Stammburg war Burg Eberstein (Alt-Eberstein). Die Burg liegt beim heutigen Baden-Badener Stadtteil Ebersteinburg.
Später residierte man anschließend, bis zum Erlöschen der Familie im Mannesstamm im Jahr 1660, auf Neu Eberstein bei Gernsbach.

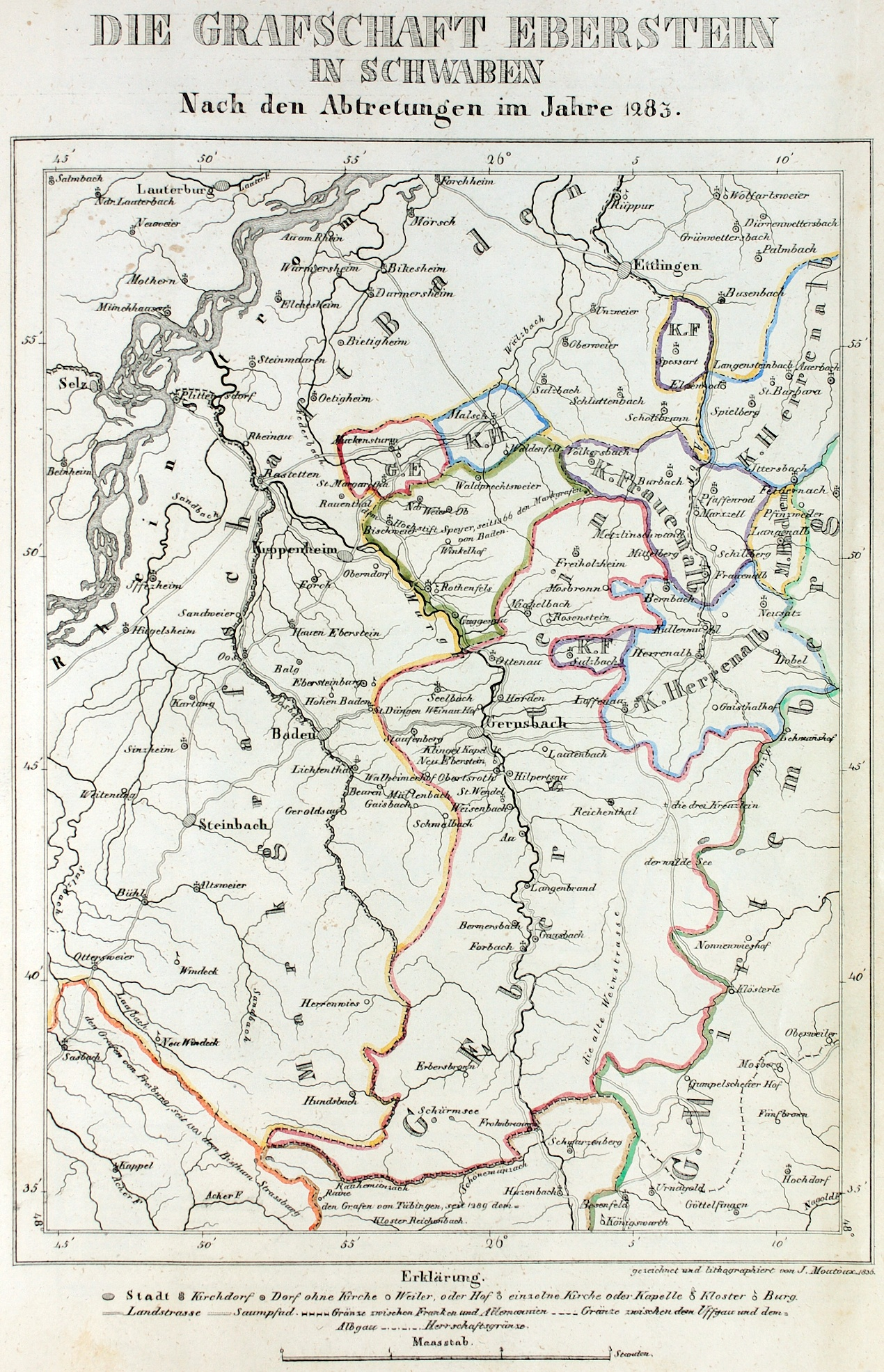
Karte der Grafschaft Eberstein nach den Abtretungen im Jahr 1283 (aus Georg Heinrich Krieg von Hochfelden: Geschichte der Grafen von Eberstein in Schwaben, 1836)

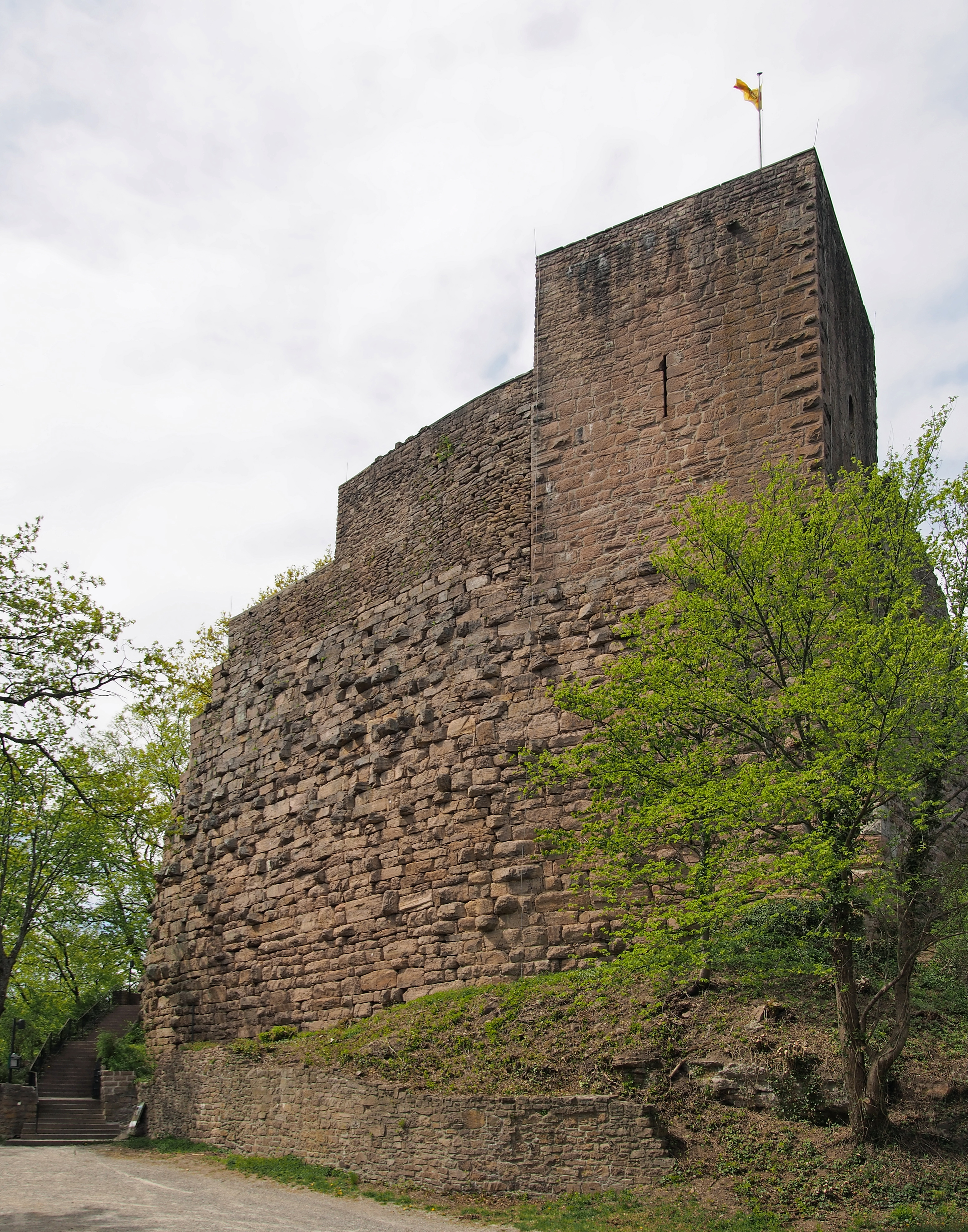
Ruine Alt-Eberstein

Mit einer einzigen Ausnahme stellten über den gesamten Zeitraum des Bestehens die Söhne der Familie Eberstein die Landesherren. Lediglich Graf Simon (gestorben vor 1281) stammte nur mütterlicherseits von diesem Grafengeschlecht ab, sein Vater war Heinrich II., Graf in Zweibrücken.